# Ладефоджед, Тэгн
Тэгн Ладефоджед (Thegn N. (Niels) Ladefoged) — археолог и антрополог, профессор антропологии Оклендского университета (с 2011).
Сын британского фонетиста Питера Ладефогеда.
Прошел подготовку археолога на Гавайях. В 1996 году проводил археологические исследования Ротумы. Также проводил исследования на острове Пасхи. Прежде исходивший из того, что автохтонное население острова Пасхи пострадало главным образом начиная от контакта с европейцами в 1722 году, впоследствии своими исследованиями он показал, что то произошло еще до того, и, вероятно, по причине естественных ограничений небольшого острова.
Публиковался в PNAS, Radiocarbon (journal), Ecological Modelling, Journal of Archaeological Science. Среди его соавторов — Патрик Кирч.
Труды
- 2010 Archaeological Survey and Excavations of Makiloa and Kalala Ahupua'a, Kohala, Hawai'i Island, 2009. Report Prepared for Ponoholo Ranch Ltd., State of Hawai'i, and National Science Foundation. [xxiii + 240 pp., 206 figs., 249 tables]
- 2009 Archaeological Survey and Excavations of Pahinahina, Kalala, Kiholena, and Makeanehu Ahupu'u, Kohala, Hawai'i Island, 2008. Report Prepared for State of Hawai'i, Parker Ranch LCC, and National Science Foundation. [xxi + 353 pp., 261 figs., 202 tables]
- 2008 Archaeological Survey and Excavations of Makiloa and Kalala Ahupua'a, Kohala, Hawai'i Island, 2007. Report Prepared for State of Hawai'i & National Science Foundation. [xvi + 272 pp., 192 figs., 186 tables]